# إرنست جي. ماكلاين
إرنست جي. ماكلاين (بالإنجليزية: Ernest G. McClain)‏ هو مختص في الموسيقى العرقية ‏ أمريكي، ولد في 6 أغسطس 1918، وتوفي في 25 أبريل 2014.